# Siphona foliacea
Siphona foliacea là một loài ruồi trong họ Tachinidae.